# Reduta Crivelli
Reduta Crivelli (malt. Ridott ta' Crivelli, ang. Crivelli Redoubt), znana też jako Reduta Barriera (malt. Ridott tal-Barriera, ang. Barriera Redoubt) lub Reduta Armier (malt. Ridott tal-Armier, ang. Armier Redoubt), jest to reduta w Armier Bay, części Mellieħa na Malcie.
Została zbudowana przez Zakon Maltański w latach 1715-1716, jako jedna z serii fortyfikacji nadbrzeżnych dokoła Wysp Maltańskich. Dziś reduta jest zrujnowana.
We wczesnych latach XIX wieku Reduta Crivelli znana była również jako La Canniere Redoubt.

## Historia
Reduta Crivelli została zbudowana w latach 1715-1716 jako część pierwszej serii budowy nadbrzeżnych fortyfikacji na Malcie. Była częścią łańcucha fortyfikacji, które broniły północnego wybrzeża Malty, w który wchodziła też Wieża Armier, kilka baterii, redut oraz umocnień (entrenchment). Najbliższymi fortyfikacjami do Reduty Crivelli są Bateria Vendôme na zachodzie i Umocnienie Louviera na wschodzie.
Reduta została nazwana imieniem Wielkiego Przeora Kapui, Ferdinando Crivelli, który sfinansował jej budowę. Została ona zaprojektowana prawdopodobnie przez francuskiego inżyniera Philip Maigret.
Reduta składa się z pięciokątnej platformy z niskim parapetem. Prostokątny blokhauz z dwoma pomieszczeniami ulokowany jest w centrum gardzieli reduty, nad jego głównym wejściem znajduje się inskrypcja, odnosząca się do Rycerza Crivelli. Reduta otoczona jest przez rów obronny, który jest częściowo wyciosany w skale. Reduta nie była uzbrojona w żadną ciężką broń.

## Stan aktualny
Dziś większa część reduty wciąż istnieje, lecz jest zrujnowana. Lewa ściana blokhauzu oraz część dachu zawaliły się, jego fasada jest niestabilna.
Mimo tego, Reduta Crivelli jest najlepiej zachowaną redutą w Mellieħa, od kiedy pozostałe zostały zburzone lub są zachowane w dużo gorszym stanie.